# Картунов, Алексей Васильевич
Алексе́й Васи́льевич Картуно́в (30 марта 1940 — 3 июня 2018) — украинский учёный и педагог. Кандидат исторических наук, доктор политических наук, профессор, академик Украинской академии политических наук, заслуженный деятель науки и техники Украины.

## Биография
1957—1959 — работал монтажником в строительно-монтажном управлении «Нефтестрой» (пос. Затеречный, Ачикулакский район, Ставропольский край, Россия).
1959—1962 гг. — служба в Советской Армии. Летом 1961 года участвовал в двух ядерных испытаниях на первом в СССР ракетном полигоне (Капустин Яр).
С 1962 года учился на историческом факультете (отделение международных отношений) Киевского государственного университета имени Тараса Шевченко, который окончил в 1967 году и получил специальность «историк-международник, преподаватель истории и обществоведения с правом преподавания на английском языке».
С 1967 по 1969 год работал научным сотрудником-консультантом отдела научных связей с зарубежными организациями Президиума Академии наук УССР.
В 1969—1977 годах учился в аспирантуре и работал младшим научным сотрудником в Институте истории АН УССР, где защитил диссертацию на соискание ученой степени кандидата исторических наук на тему «Молодежь украинского происхождения в США и Канаде: ситуация и борьба (1960—1975)».
С 1977 по 1987 год работал старшим преподавателем и доцентом кафедры философии Киевского национального торгово-экономического университета.
В 1987—1991 годах работал доцентом в Институте повышения квалификации преподавателей общественных наук Киевского национального университета имени Тараса Шевченко, где проходили переподготовку преподаватели общественных наук из республик СССР и зарубежных стран.
В 1991—1996 гг. заведовал кафедрой истории Украины и созданной им кафедрой политологии Донбасской государственной машиностроительной академии.
С 1996 года работает в Университете экономики и права имени Крока в Киеве, где создал и возглавил кафедру социальных наук. В 2003 году открыл специальность «Международная информация» и основал кафедру международной информации, которую возглавлял до 2011 года. С 2011 по 2018 год — заведующий кафедрой социальных наук.
В 1996 году защитил докторскую диссертацию в Институте государства и права им. А. Н. Корецкого Национальной академии наук Украины на тему «Западные этнонациональные и этнополитические концепции: теоретико-методологический анализ».
В качестве научного сотрудника и преподавателя работал в университетах Великобритании, Польши, России, США, ФРГ, Чехии и других стран.
Умер после тяжелой продолжительной болезни на 79-м году жизни 3 июня 2018 года. Был кремирован, прах похоронен в колумбарии Байкового кладбища.

## Научная деятельность
А. В. Картунов является автором и соавтором около 600 научных и учебно-методических публикаций (монографий, энциклопедий, учебников, пособий, статей) по проблемам политологии, этнополитологии, информационного общества, методологии науки и т. д..
В конце 1980-х годов принимал участие в разработке государственной программы «Трансформация гуманитарного образования в Украине».
Один из основателей политологии на Украине и соавтор первого учебного пособия по этой учебной дисциплине («Основы политологии»).
Один из основателей нового научного направления и специальности «этнополитология», признанной ВАК Украины, и автор первых в Украине учебных пособий по этой дисциплине («Основы этнополитологии. Конспект лекций по спецкурсу», «Основы этнополитологии. Авторский теоретический курс», «Введение в этнополитологию: Научно-учебное пособие», «Западные концепции этничности, нации и национализма»).
2008—2009 гг. — член Научно-экспертной коллегии по проблемам социально-экономического развития при кабинете министров Украины.
Был членом специализированных ученых советов по защите докторских и кандидатских диссертаций: Национальной академии государственного управления при президенте Украины, Черновицкого национального университета им. Ю. Федьковича, Института государства и права им. В. М. Корецкого НАН Украины, Национального педагогического университета им. М. П. Драгоманова.
Член редколлегий ряда научных журналов:
- «Научные записки НаУКМА», серия «Политические науки»;
- «Научный вестник Дипломатической академии Украины»;
- «Научный вестник» Черновицкого национального университета имени Ю. Федьковича, серия «История, политология, международные отношения»;
- «Политический менеджмент»;
- «Гилея: научный вестник»;
- «Политологические и социологические студии»;
- «Гуманитарный вестник» МГТУ им. Н. Э. Баумана (Москва);
- «European Journal of Law and Political Sciences» (Вена).

## Награды
- 1990 г. — благодарность Министерства высшего и среднего специального образования УССР за разработку и внедрение в учебный процесс в высших учебных заведениях Украины учебного курса «Политология»
- Знак «Отличник образования Украины»
- Благодарность президента Украины (2000)
- Почетная Грамота Верховной Рады Украины (2002)
- Нагрудный знак «Пётр Могила» (2007)
- Почетная грамота Академии педагогических наук Украины (2010)
- Почетный Знак Института государства и права им. В. М. Корецкого НАН Украины (2010)
- Знак «За научные достижения» (2010)
- Почётное звание «Заслуженный деятель науки и техники Украины» (2010)

## Основные работы
- Вступление в этнополитологию. Курс лекций. — К., 1991.
- Этнонациональные отношения в политической жизни общества. — К., 1991.
- Основы политологии. Курс лекций для вузов. — К., 1991 (с соавт.)
- Межнациональные отношения. Термины и определения: Словарь-справочник. / Отв. ред. Ю. И. Римаренко. — К., 1991 (с соавт.)
- Основы этнополитологии: Конспект лекций по спецкурсу. — К, 1992.
- Етнонаціональний розвиток України: Терміни, визначення, персоналії. / Відп. ред. Ю. І. Римаренко, І. Ф. Курас. — К., 1993 (с соавт.)
- Абетка етнополітолога. У 2-х т. / За ред. Ю. Римаренко, О. Мироненко та ін. — К., 1995 (с соавт.)
- Мала енциклопедія етнодержавознавства. / Редкол.: Ю. І. Римаренко та ін. — К., 1996 (с соавт.)
- Основи етнодержавознавства: Підручник. / За ред. Ю. І. Римаренка. — К., 1997 (с соавт.)
- Світова та вітчизняна етнодержавницька думка. (У персоналіях). / Відп. ред. Ю. І. Римаренко. — Київ-Донецьк, 1997 (с соавт.)
- Націоналізм як суспільний феномен: Енциклопедичний словник. / За ред. Ю. І. Римаренко. — Донецьк, 1997 (с соавт.)
- Нація і держава. Теоретико-методологічний та концептуальний аналіз. Кн. 1—2. / За ред. Ю. І. Римаренка. — Київ-Донецьк, 1998 (с соавт.)
- Міграційні процеси у сучасному світі: світовий, регіональний та національний виміри. Енциклопедія. / За ред. Ю. І. Римаренка — К., 1998 (с соавт.)
- Основи етнополітології: Авторський теоретичний курс. — К., 1998.
- Картунов О. В. Вступ до етнополітології: Науково-навчальний посібник. — К., 1999.
- Етнос. Нація. Держава: Україна у контексті світового етнодержавницького досвіду: Монографія. / За заг. ред. Ю. І. Римаренко. — К., 2000 (с соавт.)
- Політологія: Підручник. / За заг. ред. Ю. І. Кулагіна, В. І. Полуріза. — К., 2002 (с соавт.)
- Картунов О. В. Західні теорії етнічності, нації та націоналізму: Навч. посібник. — К., 2007.
- Картунов О. В., Маруховський О. О. Інформаційне суспільство: аналіз політичних аспектів зарубіжних концепцій. Монографія до 20-річчя уіверситету «Крок». — К., 2012.